# 스키너 대 오클라호마 사건
스키너 대 오클라호마 사건(Skinner v. Oklahoma)은 미국 연방대법원의 유명 판례이다. 오클라호마주는 중범죄를 반복해 저지르는 범죄자에 대해 강제불임수술을 하는 법을 통과시켰다. 이것이 헌법에 위반되는지 문제되었다.